# Gunilla Pantzar
Gunilla Pantzar, född 18 maj 1945 i Motala församling, är en svensk maskmakare och konstnär. 
Pantzar studerade konst vid Capellagården 1963–1964, Nyckelviksskolan 1964–1965 och vid Konstfack 1965–1970. Hon ingick sedan bildandet 1971 i gruppen som startade Byteatern i Kalmar. Pantzars verk har förekommit i utställningar på bland annat Scenkonstmuseet och Liljevalchs konsthall i Stockholm.
Pantzar finns representerad vid bland annat Kalmar konstmuseum, Röhsska museet, Kalmar läns museum, Länsmuseet Gävleborg, Östergötlands länsmuseum, Smålands museum samt vid landstingen i Kalmar, Östergötland, Jönköping, Örebro, Västerbotten och Västernorrlands län.

## Utmärkelser
- 1994 – Palmærpriset